# Nóvaia Gazeta
Nóvaia Gazeta (en alfabet ciríl·lic Новая газета, "Novaia gaseta") és un setmanari rus fundat l'any 1993, de línia editorial crítica amb el govern de Vladímir Putin, que té una distribució de 550.000 exemplars. L'expresident soviètic Mikhaïl Gorbatxov i el general Aleksandr Lébedev controlen el 49% de la propietat de la publicació, i els treballadors el 51% restant. Una coneguda articulista de la publicació era Anna Politkóvskaia, assassinada el 2006. Va ser una de les candidatures que va sonar amb més força en l'edició dels premis Nobel de la pau de 2014. Ielena Milaixina, reconeguda per les seves investigacions sobre els Drets Humans a Rússia, també treballa per al setmanari. El 2021 el redactor en cap del setmanari, Dmitri Muràtov va rebre el premi Nobel de la pau conjuntament amb la periodista filipina Maria Ressa.
El març de 2022, se'n va suspendre la publicació arran dels advertiments del Roskomnadzor, el regulador rus de les comunicacions, sobre el tractament de la Invasió russa d'Ucraïna, Després de l'aprovació d'una llei que perseguia la difusió d'"informació falsa" sobre l'exèrcit rus, Nóvaia Gazeta havia deixat d'informar sobre la campanya militar russa. El setembre de 2022, a petició del Roskomnadzor, un tribunal de Moscou va revocar la llicència del diari.
Al 2023, la periodista del diari Ielena Kostiutxenko publica el llibre "El meu país estimat: Cròniques d'un país perdut", un recull de textos publicats durant quinze anys al Nováia Gazeta, en què relata diferents aspectes problemàtics de la Rússia actual.